# Snopy pszenicy
Snopy pszenicy (hol. Veld met korenschoven, ang: Sheaves of Wheat) – obraz olejny Vincenta van Gogha (nr kat.: F 771, JH 2125) namalowany w lipcu 1890 roku podczas pobytu w Auvers-sur-Oise. Obraz znajduje się w kolekcji stałej Dallas Museum of Art jako dar Wendy i Emery Reves.

## Okoliczności
20 maja 1890 roku Vincent van Gogh przyjechał do Auvers-sur-Oise, gdzie miał przebywać pod opieką doktora Paula Gacheta. Sama miejscowość wywarła na nim pozytywne wrażenie. Szczególnie przypadły mu do gustu stare domy, które wkrótce miały stać się tematem niektórych jego obrazów. Zaczął też malować okolice Arles. Tematem kilkunastu jego prac stało się pole pszenicy. Snopy pszenicy to jeden z serii 13 namalowanych wówczas, w okresie krótszym niż miesiąc obrazów. Do namalowania obrazu użył on płótna formatu 50 × 100 cm. Format ten zapożyczył od Pierre'a Puvisa de Chavannes'a, wykorzystując go do malowania pejzaży. Seria ta była prawdopodobnie przeznaczona dla domu doktora Paula Gacheta. Z wyjątkiem pionowego portretu córki doktora wszystkie pozostałe obrazy serii utrzymane są w orientacji poziomej, z dominującym tematem pól pszenicy. W zgodzie z depresyjnym nastrojem artysty pola te umieszczone zostały pod zachmurzonym niebem, w porze wieczorowej, lub wypełnione złowieszczymi krukami. 

## Opis
Van Gogh, malując obraz, użył tradycyjnych kontrastowych barw fioletowej i żółtej. Snopy pszenicy na jego płótnie są równo przycięte i uporządkowane, zgodnie z zasadą porządku dekoracyjnego, której hołdował. Podobny temat podjął, będąc jeszcze w Nuenen; o ile jednak tam ukazał samotny, monumentalny snop, tak teraz tematem uczynił cały rząd snopów. Wydaje się, że nawet rolnicy zastosowali się do jego zasady uporządkowanej idylli; razem z geometrią motywu współdziała tu kompozycyjny rytm obrazu. Pionowe, przypominające wieże snopy wznoszą się na tle poziomych linii, znikających  w pustej, odległej głębi, przypominającej bardziej tapetę i ścianę niż pole i równinę. W przedstawionej scenie niebo jest niewidoczne, a snopy wypełniają całe płótno.  Lawendowy błękit, którym artysta oddał rzucane przez nie cienie oraz blask promieniujący z ich wierzchołków, wzmacnia tylko wrażenie oślepiającego słońca i duszącego upału. Pomimo słonecznych, złocistych tonacji snopów obraz zdaje się wypełniać przeczucie czegoś złowrogiego.

## Wystawa obrazu w Dallas Museum of Art
W dniach od 22 października 2006 do 7 stycznia 2007 roku Dallas Museum of Art zorganizowało specjalną ekspozycję obrazu pod opieką kuratorską Dorothy Kosinski. Myślą, jaka przyświecała tej ekspozycji, było pogłębione studium tematu, który nie tylko zachwycił i zaprzątnął uwagę Vincenta van Gogha, ale także wpłynął na licznych, współczesnych mu i przyszłych artystów.